# Cohors IV Vindelicorum

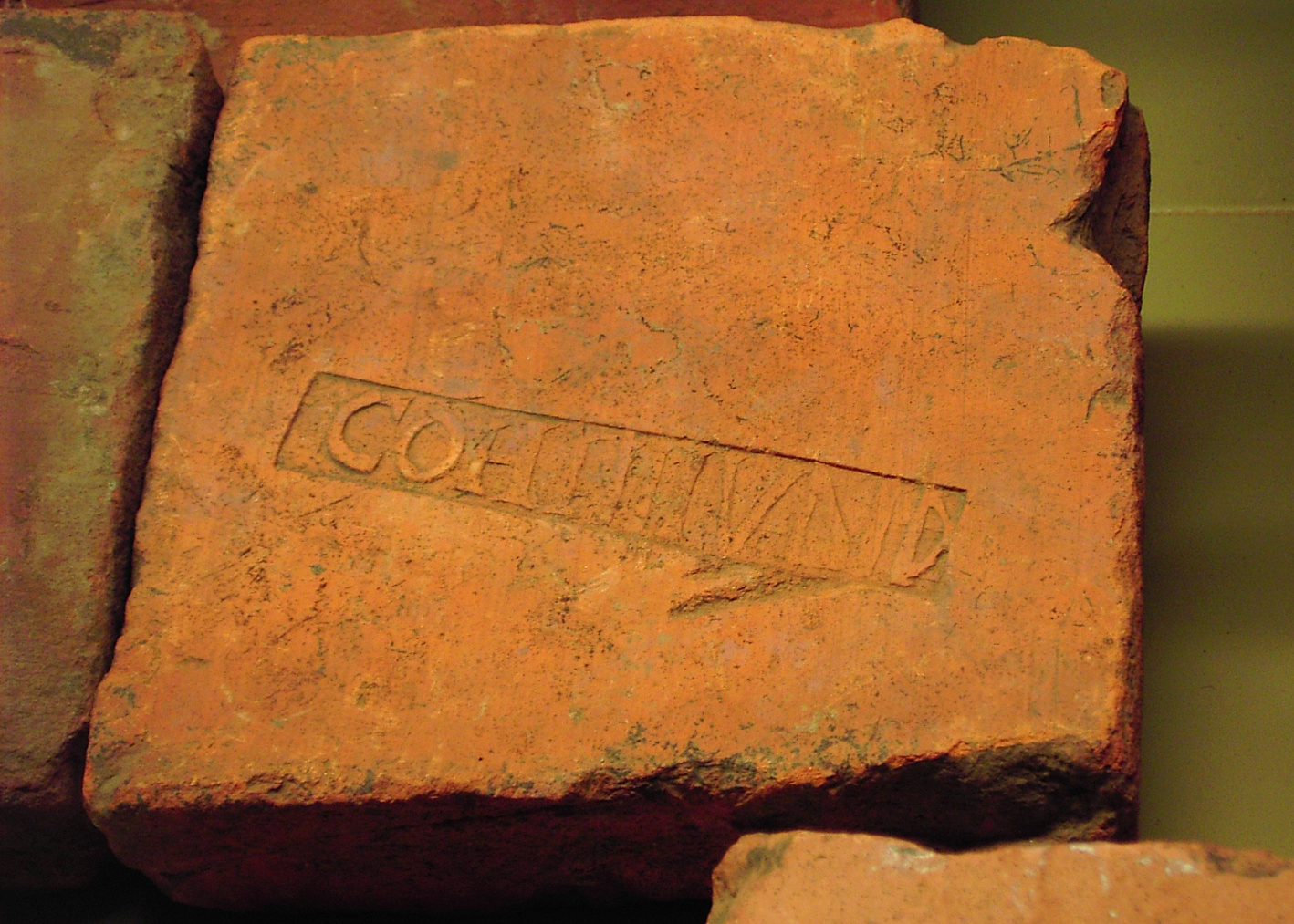
Ziegel mit dem Stempel der Kohorte aus Großkrotzenburg

Die Cohors IV (oder IIII) Vindelicorum (deutsch 4. Kohorte der Vindeliker) war eine römische Auxiliareinheit. Sie ist durch Militärdiplome, Inschriften und Ziegelstempel belegt.

## Namensbestandteile
- Vindelicorum: der Vindeliker. Die Soldaten der Kohorte wurden bei Aufstellung der Einheit aus den keltischen Stämmen der Vindeliker auf dem Gebiet der römischen Provinz Raetia rekrutiert.

Da es keine Hinweise auf die Namenszusätze milliaria (1000 Mann) und equitata (teilberitten) gibt, ist davon auszugehen, dass es sich um eine Cohors (quingenaria) peditata, eine reine Infanterie-Kohorte, handelt. Die Sollstärke der Einheit lag bei 480 Mann, bestehend aus 6 Centurien mit jeweils 80 Mann.

## Geschichte
Die Kohorte war in den Provinzen Germania und Germania superior vom 1. bis in das 2. Jahrhundert (möglicherweise 3. Jahrhundert) stationiert. Der erste Nachweis der Einheit in der Provinz Germania beruht auf einem Militärdiplom, das auf das Jahr 74 n. Chr. datiert ist. In dem Diplom wird die Kohorte als Teil der Truppen (siehe Römische Streitkräfte in Germania) aufgeführt, die in der Provinz stationiert waren. Weitere Diplome, die auf 90, 116, (129 ?) und 134 datiert sind, belegen die Einheit in Germania superior.
Die Einheit ist auch auf einem Militärdiplom aufgeführt, das auf das Jahr 124 datiert ist und das für die Provinz Mauretania Tingitana ausgestellt wurde (siehe Römische Streitkräfte in Mauretania). Die Gründe für die Verlegung der Kohorte in diese Provinz sind unklar; möglicherweise war sie Teil der Streitkräfte von Quintus Marcius Turbo, der 118 Unruhen in Mauretanien unterdrückte.

### Zeitliche Abfolge
Die zeitliche Abfolge der Militärdiplome (und damit der Provinzen, in denen die Kohorte stationiert war) stellt sich wie folgt dar:
- Germania: 74
- Germania superior: 90 und 116
- Mauretania Tingitana: 124
- Germania superior: (129 ?) und 134

## Standorte
Standorte der Kohorte in Germania superior waren:
- Großkrotzenburg:[A 2][4][5] Mehrere Inschriften (CIL 13, 7410, CIL 13, 7411, CIL 13, 7415) sowie Ziegel mit verschiedenen Stempeln (CIL 13, 12471) wurden in Großkrotzenburg gefunden.[6] Dort errichtete die Einheit im späten 2. Jahrhundert eine Militärziegelei. Für deren Datierung ist wichtig, dass einige der dort produzierten Ziegel bei der Neuerrichtung des Kastells Niederbieber genutzt wurden. Dabei wurden auch Ziegel aus der Legionsziegelei der Legio VIII Augusta eingesetzt, die einen Beinamen der Legion nennen, den diese nur etwa von 185 bis 192 n. Chr. trug (Commoda). Durch diesen Umstand lässt sich die Errichtung des Kastells Niederbieber und damit indirekt auch der Produktionszeitraum der Kohortenziegelei in Großkrotzenburg datieren, auch wenn die Ziegel natürlich noch Jahre nach ihrer Herstellung genutzt werden konnten und somit keine genaue Datierung möglich ist.[7]
- Nida (Frankfurt-Heddernheim): Der Grabstein des Atrectus wurde in Heddernheim gefunden.

Ziegel mit den Stempeln der Kohorte wurden noch an weiteren Orten auf dem Gebiet der Civitas Taunensium gefunden; darunter auch bei den Kastellen Altenstadt, Saalburg und Stockstadt.

## Angehörige der Kohorte
Folgende Angehörige der Kohorte sind bekannt.

### Kommandeure
- Fl(avius) Antiochus, ein Praepositus (CIL 13, 7411); er war im Laufe seiner militärischen Laufbahn auch Präfekt der Cohors I Civium Romanorum.
- L(ucius) Rufidius Iullus, ein Präfekt (AE 1930, 147)

### Sonstige
| - Atrectus, ein Soldat (CIL 13, 11947) - L(ucius) Fabi(us) Anthi(us?), ein Medicus (CIL 13, 7415) - Muraesus, ein Centurio (CIL 13, 11947) | - P. M., ein Centurio (CIL 13, 7410) - Solimarus, ein Soldat (CIL 13, 7331) |